# I liga urugwajska w piłce nożnej (1920)
- Mistrz Urugwaju 1920: Club Nacional de Football
- Wicemistrz Urugwaju 1920: CA Peñarol
- Spadek do drugiej ligi: River Plate FC Montevideo
- Awans z drugiej ligi: Lito Montevideo

Mistrzostwa Urugwaju w roku 1920 były mistrzostwami rozgrywanymi według systemu, w którym wszystkie kluby rozgrywały ze sobą mecze każdy z każdym u siebie i na wyjeździe, a o tytule mistrza i dalszej kolejności decydowała końcowa tabela.

## Primera División

### Końcowa tabela sezonu 1920
| Poz | Klub                      | Mecze | Zw | Rem | Por | Pkt | BrZd | BrStr |
| --- | ------------------------- | ----- | -- | --- | --- | --- | ---- | ----- |
| 1   | Club Nacional de Football | 22    | 19 | 2   | 1   | 40  | 85   | 12    |
| 2   | CA Peñarol                | 22    | 17 | 4   | 1   | 38  | 45   | 6     |
| 3   | Central Montevideo        | 22    | 13 | 3   | 6   | 29  | 30   | 21    |
| 4   | Universal Montevideo      | 22    | 12 | 4   | 6   | 28  | 44   | 22    |
| 5   | Montevideo Wanderers      | 22    | 10 | 3   | 9   | 23  | 31   | 23    |
| 6   | Reformers Montevideo      | 22    | 5  | 9   | 8   | 19  | 16   | 30    |
| 7   | Uruguay Onward Montevideo | 22    | 8  | 3   | 11  | 19  | 32   | 49    |
| 8   | Liverpool Montevideo      | 22    | 4  | 10  | 8   | 18  | 22   | 26    |
| 9   | Belgrano Montevideo       | 22    | 5  | 6   | 11  | 16  | 15   | 35    |
| 10  | Dublín Montevideo         | 22    | 4  | 5   | 13  | 13  | 12   | 42    |
| 11  | Charley Montevideo        | 22    | 4  | 4   | 14  | 12  | 13   | 56    |
| 12  | River Plate FC Montevideo | 22    | 3  | 3   | 16  | 9   | 19   | 42    |